# あどけない話
「あどけない話」（あどけないはなし）は、日本の女優である吉田日出子のシングル。1992年6月25日にファンハウスから発売された。

## 解説

### あどけない話
作詞と作曲に、シンガーソングライターの中島みゆきを起用した。楽曲を提供した中島は、1993年に発売されたアルバム『時代-Time goes around-』にてセルフカバーした。
1991年にbunkamuraシアターコクーンで上演されたミュージカル『ラヴ・ミー・テンダー』のために書き下ろされた楽曲である。
カップリングに、ピアニストの本田竹曠がピアノ演奏されたヴァージョンが収録されている。

### 歌姫
カップリング曲であるこの楽曲は、中島みゆきが1982年に発売されたアルバム『寒水魚』に収録されている楽曲のカバーである。

## 収録曲
| 全作詞・作曲: 中島みゆき。 |                                        |            |            |        |      |
| #                          | タイトル                               | 作詞       | 作曲・編曲 | 編曲   | 時間 |
| 1.                         | 「あどけない話」                       | 中島みゆき | 中島みゆき | 青木望 | 4:41 |
| 2.                         | 「歌姫」                               | 中島みゆき | 中島みゆき | 青木望 | 7:05 |
| 3.                         | 「あどけない話 with 本田竹曠(ピアノ)」 | 中島みゆき | 中島みゆき |        | 5:38 |

## 収録アルバム
| アルバム                  | 発売日         | 規格品番      | 備考                                                           |
| あどけない話              | あどけない話   | あどけない話  | あどけない話                                                   |
| ------------------------- | -------------- | ------------- | -------------------------------------------------------------- |
| 中島みゆき SONG LIBRARY 5 | 1997年11月19日 | CD:PCCA-01147 | 中島みゆきが提供した楽曲を中心に集めたコンピレーションアルバム |

## カバー
| アーティスト | 収録作品（初出のみ）   | 発売日         | 規格品番       | 備考         |
| あどけない話 | あどけない話           | あどけない話   | あどけない話   | あどけない話 |
| ------------ | ---------------------- | -------------- | -------------- | ------------ |
| 中島みゆき   | 時代-Time goes around- | 1993年10月21日 | CD:PCCA-00482  | セルフカバー |
| 中島みゆき   | 時代-Time goes around- | 1993年10月21日 | APO:PCCA-00483 | セルフカバー |
| 中島みゆき   | 時代-Time goes around- | 1993年10月21日 | CT:PCTA-00172  | セルフカバー |